# Krzemiński Hills
Die Krzemiński Hills (polnisch Wzgórza Krzemińskiego) sind eine Gruppe von bis zu 76 m hohen  Hügeln an der Knox-Küste des ostantarktischen Wilkeslands. Sie ragen in den Bunger Hills unweit der polnischen Dobrowolski-Station auf.
Polnische Wissenschaftler benannten sie 1985 nach dem polnischen Geodäten Wojciech Krzemiński (1926–1981), Leiter zweier polnischen Antarktisexpeditionen (1958–1959 und 1978–1979).